# Кесс (округ, Індіана)
Шаблон:StateAbbr_ 40°46′ пн. ш. 86°21′ зх. д. / 40.76° пн. ш. 86.35° зх. д.
Округ Кесс (англ. Cass County) — округ (графство) у штаті Індіана, США. Ідентифікатор округу 18017.

## Історія
Округ утворений 1829 року.

## Демографія
За даними перепису
2000 року
загальне населення округу становило 40930 осіб, зокрема міського населення було 21896, а сільського — 19034.
Серед мешканців округу чоловіків було 20569, а жінок — 20361. В окрузі було 15715 господарств, 10928 родин, які мешкали в 16620 будинках.
Середній розмір родини становив 3,01.
Віковий розподіл населення поданий у таблиці:
| Стать    | До 15 років | 15-21 | 22-29 | 30-39 | 40-49 | 50-65 | 65-85 | Понад 85 |
| -------- | ----------- | ----- | ----- | ----- | ----- | ----- | ----- | -------- |
| Чоловіки | 4484        | 2311  | 2185  | 2906  | 3173  | 3081  | 2249  | 180      |
| Жінки    | 4082        | 1785  | 1977  | 2780  | 2951  | 3293  | 2968  | 525      |

## Суміжні округи
- Фултон — північ
- Маямі — схід
- Говард — південь
- Керролл — південний захід
- Вайт — захід
- Пуласкі — північний захід

## Виноски
1. ↑  U.S. Decennial Census. United States Census Bureau. Архів оригіналу за 12 квітня 2013. Процитовано 10 липня 2014.
2. ↑  Historical Census Browser. University of Virginia Library. Архів оригіналу за 11 Серпня 2012. Процитовано 10 липня 2014.
3. ↑  Population of Counties by Decennial Census: 1900 to 1990. United States Census Bureau. Архів оригіналу за 4 Жовтня 2014. Процитовано 10 липня 2014.
4. ↑  Census 2000 PHC-T-4. Ranking Tables for Counties: 1990 and 2000 (PDF). United States Census Bureau. Архів оригіналу (PDF) за 18 Грудня 2014. Процитовано 10 липня 2014.
5. ↑  Cass County QuickFacts. Бюро перепису населення США. Архів оригіналу за 8 липня 2011. Процитовано 17 вересня 2011.(англ.) Наведено за англійською вікіпедією.
6. ↑  American FactFinder. Бюро перепису населення США. Архів оригіналу за 29 липня 2011. Процитовано 31 січня 2008.

| США | Це незавершена стаття з географії США. Ви можете допомогти проєкту, виправивши або дописавши її. |